# NBC Europe
Super Channel var en brittisk pan-europeisk kabelkanal som startades 1987 efter ett uppköp av Music Box. Kanalen bytte under 1993, efter ett ägarbyte där den förvärvats av NBC, namn till NBC Super Channel för att 1996 bli NBC Europe. Under hela 1990-talet var kanalen en av de satellitkanaler som hade störst distribution i Sverige. I princip samtliga kabelnät sände kanalen i sina basutbud av kanaler däribland Stjärn-TV-nätet och Telia Kabel-TV som tillsammans bildar idag Com Hem.

## Historia
Super Channel ägdes vid start av företagen i den brittiska ITV-koncernen som även äger Storbritanniens första och största kommersiella TV-kanal ITV. Super Channel tävlade med Sky Channel om att vara den största pan-europeiska kanalen. Till skillnad från Sky Channel var Super Channels utbud mindre amerikanskt och mer europeiskt. Många av programmen som visades var brittiska i de programblock som kallades för "Best of British" med utvalda titlar från ITV och BBC. ITN var under många år även kanalens nyhetsleverantör. Kanalen sände också både nederländska och italienska program med engelska undertexter. 

### Benny Hill - enda tittarsuccén
Programutbudet hade dock svårt att attrahera tittare på kontinenten. Den enda succén var egentligen The Benny Hill Show, kanske på grund av frånvaron av dialog. ITV sålde verksamheten efter ett år på grund av dålig lönsamhet. Den italienska familjen Marcucci tog över ägandet tillsammans med Richard Bransons Virgin som delägare. De brittiska programmen försvann och utbudet blev mer europeiskt men fortfarande till största delen producerat i London. Dramaserierna ersattes med musikvideor från europeiska och amerikanska artister. BBC startade senare sin egen framgångsrika abonnemangskanal med namnet BBC TV Europe med sändningar till bland annat Sverige. Kanalen blev senare det som kom att bli BBC Prime och senare BBC Entartainment.

### Byter namn till NBC Europe
NBC köpte 1993 Super Channel och gjorde om den till NBC Europe. Kanalen sände NBC:s nyheter NBC Nightly News, morgonprogrammet The Today Show och talkshows med Jay Leno och Conan O'Brien. Humorprogrammet Saturday Night Live visades på helgerna. Även program från CNBC och då nystartade nyhetskanalen MSNBC visades till Europa via NBC Europe. Vad som nästan helt saknades var dock de dramaserier och sitcoms som NBC fyllde sin prime time-tablå med i USA.

### CNBC lever vidare
NBC Europe fick snart en systerkanal i CNBC Europe som dygnet runt sänder ekonominyheter. NBC Europe, som tidigare legat i de flesta svenska kabelnäts basutbud, lades ner ett par år senare som en följd av ekonomiska problem. publiken hade inte hittat till kanalen. Ett troligt skäl till fiaskot var avsaknaden av dramaserier och sitcoms. NBC tyckte inte att verksamheten gav tillräckligt med avkastning och 1998 släcktes kanalen ner i större delen av Europa. CNBC Europe fortsatte att sända och finns än idag kvar i svenska operatörers nät.

### Fotnoter
1. ↑  Jean K. Chalaby, Transnational Television in Europe: Reconfiguring Global Communications Networks, I.B. Tauris, 2009, s. 25, ISBN 978-1-84511-954-6.[källa från Wikidata]
2. ↑  ”NBC to Control Super Channel” (på engelska). New York Times. 2 oktober 1993. http://www.nytimes.com/1993/10/02/business/company-news-nbc-to-control-super-channel.html. Läst 19 februari 2017.